# Lycomorphodes angustatat
Lycomorphodes angustatat är en fjärilsart som beskrevs av Christian Gibeaux 1983. Lycomorphodes angustatat ingår i släktet Lycomorphodes och familjen björnspinnare. Inga underarter finns listade i Catalogue of Life.